# 姚孟嘉
姚孟嘉（1946年—1996年3月4日），臺灣臺北市大同區人，插畫家與攝影師，漢聲雜誌社早期的主要人物之一。

## 生平
姚孟嘉成長於臺北圓環附近，從小師從美術教師張錦樹，就讀於臺灣藝術專科雕塑科，學生時還需在家裡得照顧中風的父親。與奚淞為高中與藝專同學。
姚孟嘉畢業後在淡水初中任美術老師，娶陳芳美為妻，1971年6月加入漢聲出版社。他除了為漢聲拍攝許多的報導攝影作品，也加入當時臺灣出版界少有的插圖製作，例如1970年代他以圖象呈現美濃油紙傘的製造、霧峰林家的建築分析等，並以圖解記錄手法為漢聲樹立獨特的風格。《中國童話》、《小百科》、《愛的小小百科》等就有他的文學性插圖、科學性剖析圖和步驟圖解。女兒姚若潔回憶，父親在編輯《漢聲小百科》就親自拜訪七家灣溪繪製櫻花鉤吻鮭，成為第一冊封面。
姚孟嘉在任漢聲雜誌社長時，也參與迪化街的保留特區規劃。他以三年時間參與大甲媽祖遶境進香作攝影，保留當時的宗教文化特色。他同時表示如果直接說明採訪來意，當地人會不習慣，所以並不一定會表露自己的身分。會以閒談的方式，逐漸建立關係。他也會帶領美術科系學生，進行田野調查，保留下民間文化資料。
吳美雲稱姚孟嘉為「六弟」，為當年爬玉山採訪而結拜。奚淞談起黃永松的健談、吳美雲的爽朗，姚孟嘉的評語是他們三個人中最沉默、最有沉著耐心的人。林懷民還未成立雲門舞集前就認識姚孟嘉，說從未見他生過氣，也沒聽過他論及旁人的短處。都是笑容滿面，永遠都是安慰別人。僅管漢聲有良好聲譽，但印刷成本太高，財務經常面臨困窘，一直兼營許多其它的業務賺取外快。
1996年3月4日，正滿五十歲時的姚孟嘉上班後忽感不適，於是回家休息，上午10點左右，突然昏倒，立刻被家人送到空軍總醫院急救，送到醫院時，呼吸停止，死因是心臟突發疾病。在姚孟嘉去世的前幾天，《IMAGE影像雜誌》在「向漢聲雜誌致敬專號」中，刊出訪姚孟嘉的專文及其攝影選。其遺作《有機報告壹-有機蔬菜（全）》有他拍攝的照片，他為黃永松、奚淞等伙伴繪製手捧泥土、生食蔬菜等田野工作圖像，及細膩的菜圃圖稿等。

## 身後

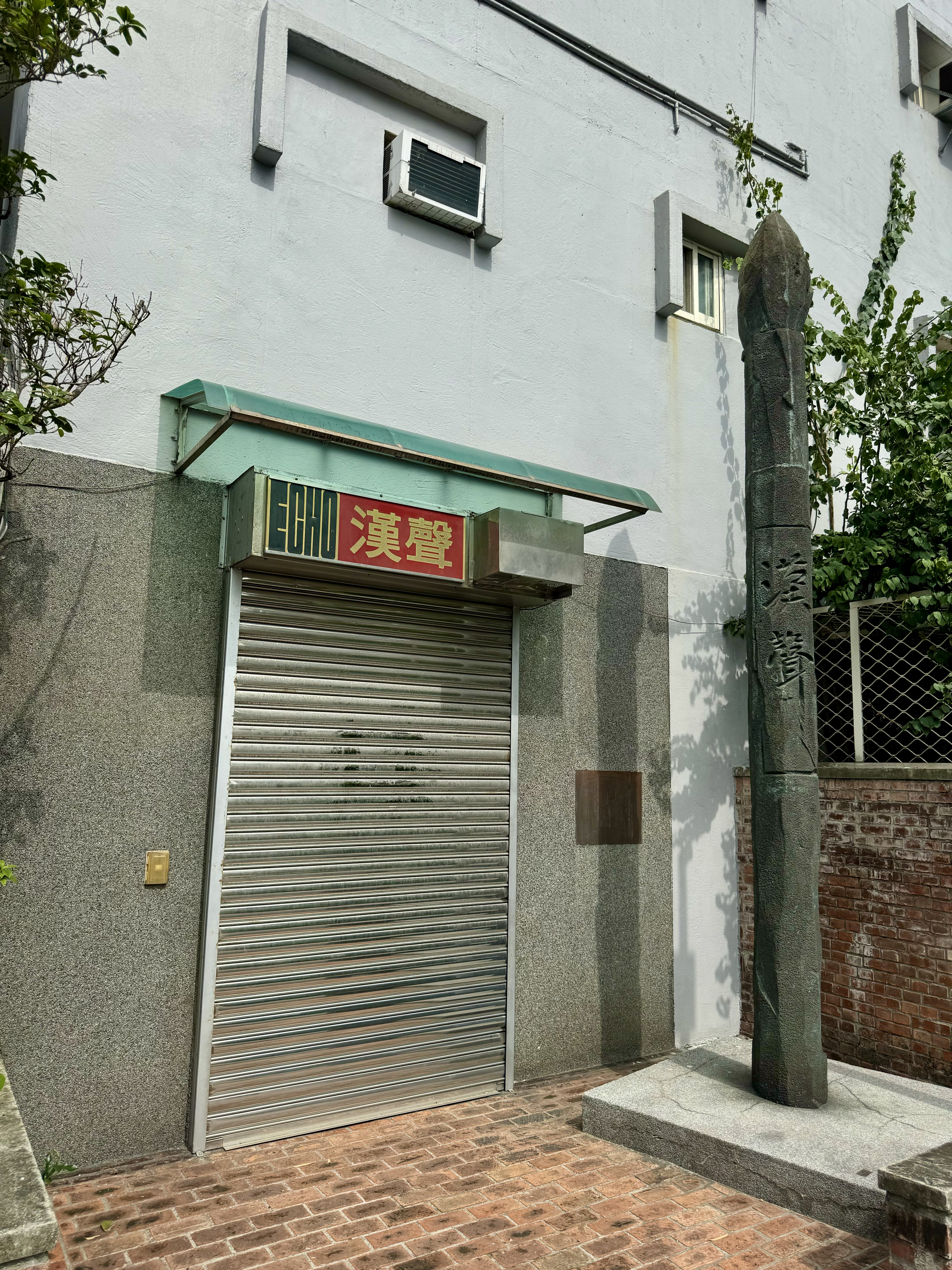
漢聲雜誌社入口與漢聲巷

1999年4月24日到5月9日在張照堂等人幫忙下，誠品敦南店展出「圖解姚孟嘉－一個插畫工作者的生涯」。除由姚孟嘉繪畫、攝影作品各三、四十幅，同時邀集漢聲老同事和現在成員拿出自己的作品。現場並有系列講座，4月25日鄭明進主講「圖畫會說話」，5月1日李乾朗「如何讓圖畫說話」、5月9日張照堂「日日好光景」。其遺作《有機報告壹-有機蔬菜（全）》有他拍攝的照片，他為黃永松、奚淞等伙伴繪製手捧泥土、生食蔬菜等田野工作圖像，及細膩的菜圃圖稿等。

## 外部連結
- 新哆啦老師的又一天: 歲月台灣 - 姚孟嘉 (5)（页面存档备份，存于）